# Sean O'Brien

a Compétitions nationales et continentales officielles uniquement.

b Matchs officiels uniquement.
Dernière mise à jour le 12 décembre 2022.
Sean Kevin O'Brien, né le 14 février 1987 à Carlow, est un joueur de rugby à XV à la retraite, qui joue avec l'équipe d'Irlande pendant sa carrière, évoluant au poste de troisième ligne aile. Il joue de 2008 à 2019 avec la province de Leinster. En 2011, il est élu joueur européen de l'année par l'European Rugby Cup.

## Biographie
Sean O'Brien effectue sa scolarité à la Tullow Community School où il joue pour l'équipe de rugby à XV de l'école. Puis il rejoint le club du Tullow RFC avant de partir en 2005 à l'University College Dublin pour y suivre des études en management sportif. Il joue alors pour le University College Dublin RFC, club de rugby de l'université et antichambre de l'équipe Leinster. Il fait ses débuts en Ligue Celte le 6 septembre 2008 lorsqu'il fait son entrée lors du match contre les Cardiff Blues. Il marque son premier essai pour la franchise deux mois plus tard à l'occasion du match contre les Dragons le 29 novembre. Au mois de décembre il découvre la Coupe d'Europe face au Castres olympique. Il dispute également le match de poule contre les London Wasps et entre en jeu lors de la demi-finale contre le Munster. Même s'il ne dispute pas la finale remportée contre les Leicester Tigers, Sean O'Brien prend part au premier titre européen décroché par la province irlandaise avec trois matchs disputés lors de cette édition.
La saison suivante, il connaît sa première sélection avec l'équipe d'Irlande pour le test match contre les Fidji le 21 novembre 2010. Il est rappelé la semaine suivante pour le match contre l'Afrique du Sud remporté 15 à 10 par la sélection irlandaise. En février 2010, il fait ses débuts dans le Tournoi des Six Nations en entrant en jeu lors du match contre l'Italie. Mais sa saison se termine brusquement lorsqu'il se casse la jambe lors du match de Celtic League contre les Llanelli Scarlets. Il ne dispute donc pas la finale de la Celtic League perdue contre les Ospreys au mois de mai. Il fait son retour à la compétition la saison suivante et revient également en équipe nationale lors du test match de novembre contre les Samoa. Il est sélectionné pour le Tournoi des Six Nations 2011 où il joue tous les matchs. Il participe notamment à la victoire de l'équipe d'Irlande lors la dernière rencontre de la compétition face à l'Angleterre. Ce succès net sur le score de 24 à 8 empêche les Anglais de réaliser le Grand Chelem et permet aux Irlandais de finir à la troisième place. Il est désigné par les supporters comme le troisième meilleur joueur du Tournoi derrière les Italiens Andrea Masi et Fabio Semenzato et devant l'Anglais Toby Flood. Le troisième-ligne international est également élu meilleur joueur des compétitions européennes de la saison 2010-2011 par l'ERC.
Au cours de l'été, il dispute les deux test matchs contre la France qui servent de préparation à la Coupe du monde. Il marque son premier essai sous le maillot national lors du second match à l'Aviva Stadium perdu 22-26. Le 22 août 2011, il est retenu par Declan Kidney dans la liste des trente joueurs qui disputent la coupe du monde. Il ne dispute pas le premier match de poule mais est titularisé contre l'Australie puis contre la Russie où il marque l'un des neuf essais irlandais.
Il rejoint l'équipe anglaise des London Irish, évoluant en Premiership anglaise, après la Coupe du monde 2019. Après trois saisons du côté de Londres, O'Brien annonce qu'il prend sa retraite de joueur de rugby professionnel à la fin de la saison 2021-2022.

## Palmarès

### En club
- Vainqueur de la Coupe d'Europe en 2009, 2011 et 2012
- Vainqueur du Challenge européen en 2013
- Vainqueur du Pro14 en 2008, 2013, 2014, 2018 et 2019

### En équipe nationale
Sean O'Brien remporte le Tournoi des 6 nations 2015 avec l'équipe d'Irlande.

#### Coupe du monde
| Édition               | Rang               | Résultats Irlande | Résultats S. O'Brien | Matchs S. O'Brien |
| --------------------- | ------------------ | ----------------- | -------------------- | ----------------- |
| Nouvelle-Zélande 2011 | Quart de finaliste | 4 v, 0 n, 1 d     | 3 v, 0 n, 1 d        | 4/5               |
| Angleterre 2015       | Quart de finaliste | 4 v, 0 n, 1 d     | 4 v, 0 n, 0 d        | 4/5               |

Légende : v = victoire ; n = match nul ; d = défaite.

#### Tournoi des Six Nations
| Édition          | Rang | Résultats Irlande | Résultats S. O'Brien | Matchs S. O'Brien |
| ---------------- | ---- | ----------------- | -------------------- | ----------------- |
| Six Nations 2010 | 2d   | 3 v, 0 n, 2 d     | 1 v, 0 n, 0 d        | 1/5               |
| Six Nations 2011 | 3e   | 3 v, 0 n, 2 d     | 3 v, 0 n, 2 d        | 5/5               |
| Six Nations 2012 | 3e   | 2 v, 1 n, 2 d     | 1 v, 1 n, 2 d        | 4/5               |
| Six Nations 2013 | 5e   | 1 v, 1 n, 3 d     | 1 v, 1 n, 3 d        | 5/5               |
| Six Nations 2015 | 1re  | 4 v, 0 n, 1 d     | 3 v, 0 n, 1 d        | 4/5               |
| Six Nations 2016 | 3e   | 2 v, 1 n, 2 d     | 0 v, 0 n, 1 d        | 1/5               |
| Six Nations 2017 | 2d   | 3 v, 0 n, 2 d     | 3 v, 0 n, 2 d        | 5/5               |
| Six Nations 2019 | 3e   | 3 v, 0 n, 2 d     | 2 v, 0 n, 2 d        | 4/5               |

Légende : v = victoire ; n = match nul ; d = défaite ; la ligne est en gras quand il y a Grand Chelem.

## Statistiques

### En club
Depuis ses débuts en 2008, Sean O'Brien a disputé 109 matchs et marqué 95 points (19 essais) avec la province du Leinster Rugby. Il dispute notamment 40 matchs et marque onze essais en Coupe d'Europe et 2 matchs de Challenge européen.

### En équipe nationale
Depuis sa première sélection en 2009, Sean O'Brien dispute 56 matchs avec l'équipe d'Irlande au cours desquels il marque six essais. Il a notamment participé à huit Tournois des Six Nations, en 2010, 2011, 2012, 2013, 2015, 2016, 2017 et 2019.
Il participe à deux éditions de la Coupe du monde, en 2011, où il joue quatre matchs, face à l'Australie, la Russie, l'Italie et le pays de Galles, et en 2015 où il joue quatre rencontres, face au Canada à la Roumanie, l'Italie et la France.